# Корпачов Валентин Гаврилович
Валенти́н Гаври́лович Корпачо́в (9 квітня 1935, місто Омськ, тепер Російська Федерація — 1998) — радянський діяч, лікар-патофізіолог, ректор Цілиноградського державного медичного інституту Казахської РСР. Член Центральної контрольної комісії КПРС у 1990—1991 роках. Доктор медичних наук (1971), професор (1972).

## Життєпис
У 1959 році закінчив Омський державний медичний інститут.
У 1959—1971 роках — аспірант, асистент, молодший науковий співробітник, доцент Омського державного медичного інституту.
Член КПРС з 1960 року.
У 1971—1978 роках — завідувач кафедри патологічної фізіології Омського державного медичного інституту. Засновник омської школи експериментальної реаніматології.
У 1978—1997 роках — ректор Цілиноградського (Акмолинського) державного медичного інституту Казахської РСР.
Помер у 1998 році.

## Нагороди та відзнаки
- Заслужений діяч науки Казахської РСР (1989)
- медалі